# Rue Brantôme (ancienne voie de Paris)
Pour les articles homonymes, voir Rue Brantôme et Brantôme.
La rue Brantôme, plus anciennement rue des Petits-Champs-Saint-Martin  est une ancienne rue qui était située dans l'ancien 7e arrondissement de Paris (3e arrondissement actuel) et qui a disparu lors de la construction du Centre national d'art et de culture Georges-Pompidou et de la résorption de l'îlot insalubre no 1.

## Situation
Avant l'extension de Paris en 1860, alors dénommée « rue des Petits-Champs », la voie d'une longueur de 125 mètres, était située dans l'ancien 7e arrondissement, quartier Sainte-Avoye, commençait aux 39-41, rue Beaubourg et finissait aux 90-92, rue Saint-Martin.

Les numéros de la rue étaient rouges. Le dernier numéro impair était le no 25 et le dernier numéro pair était le no 12.
Devenue en 1864 « rue Brantôme » et désormais située dans le 3e arrondissement, quartier Sainte-Avoye, la rue débutait aux 29-31, rue Beaubourg et finissait aux 162-164, rue Saint-Martin.

## Origine du nom
Son nom lui vient de l'écrivain Pierre de Bourdeille, seigneur de Brantôme (1537-1614), auteur de Les vies des hommes illustres et grands Capitaines Français de son temps et de Les vies des dames galantes de son temps.

## Historique
La rue est désignée sous le nom de « vicus de Parvis Campis » (« rue des Petits-Champs ») en 1273, dans l'accord de Philippe le Hardi avec le chapitre de Saint-Merri.
Elle est citée dans Le Dit des rues de Paris de Guillot de Paris sous le nom de « rue des Petis Chans » puis de « rue des Petits-Champs-Saint-Martin » et plus simplement « rue des Petits-Champs », nom qui lui vient sans doute des champs sur lesquels la voie fut ouverte.
Cette rue relevait jadis pour une partie du chapitre de Saint-Merri et était pour l'autre sous la censive du For aux Dames qui appartenait aux religieuses de Montmartre.
Elle est citée sous le nom de « rue des Petitz champs » dans un manuscrit de 1636.
Une décision ministérielle, du 18 pluviôse an X (7 février 1802), signée Chaptal, fixe la largeur de cette voie publique à 7 mètres. Cette largeur est portée à 12 mètres, en vertu d'une ordonnance royale du 22 mai 1837.
Par ordonnance de Napoléon III en date du 24 août 1864 la « rue des Petits-Champs » prend le nom de rue Brantôme.
La rue a disparu en 1974 lors de la construction du Centre national d'art et de culture Georges-Pompidou et de la résorption de l'îlot insalubre no 1,.

## Bâtiments remarquables et lieux de mémoire
- L'abbaye de Montmartre possédait dans cette rue une grande maison qui dépendait de son fief du Fort-aux-Dames dont l'auditoire et la prison était situé dans le cul-de-sac du Fort-aux-Dames rue de la Heaumerie[8].